# Mschesch II. Gnunin
Mschesch B Gnunin (armenisch Մժեժ Բ Գնունին Mejēj II Gnouni, griechisch Mezezios Gnouni) war ein armenischer Adliger aus der Familie Gnouni und Marzban (Gouverneur des byzantinischen Reiches in Armenien) von 630 bis 635.

## Leben
Ab 622 unternahm Kaiser Herakleios, der bereits seit 614 Krieg gegen das Sassanidenreich führte, einige Kampagnen gegen Armenien, um damit die Perser herauszufordern. In den folgenden Jahren übernahm Harakleios Stück für Stück die Kontrolle über Armenien, bis die Perser im Juni 629 um Frieden baten. Bald darauf, als er 628 in Gandja überwinterte, erhob er einen seiner armenischen Parteigänger, Mschesch Gnunin, zum Strategos.
628 ernannte der neue König der Sassaniden, Kavadh II., Waras-Tiroz II. Bagratuni zum Marzban des persisch kontrollierten Restgebietes von Armenien, während Herakleios Mschesch Gnounin zum Gouverneur des byzantinischen Armeniens ernannte, mit dem Auftrag, in Armenien die byzantinische Orthodoxie wieder durchzusetzen. Mschesch drängte daher den armenischen Klerus und den Patriarchen Ezra (Եզր Ա Փառաժնակերտցի), den Armenischen Ritus aufzugeben und sich an die Chalcedonischen Glaubensbekenntnisse zu halten, trotz der Maßnahme, dass in dem byzantinischen Teil Armeniens das Katholikosat von Dvin eingerichtet und einem Patriarchen unterstellt wurde, der von Byzanz ernannt wurde. Ein Konzil zur Aussöhnung zwischen der orthodox-griechischen und der apostolisch-armenischen Kirche, welches in Theodosiopolis (dem heutigen Erzurum) abgehalten wurde, wurde dadurch beendet, dass die Diskussionen zwischen Griechen und Armeniern durch ein Glaubensbekenntnis abgeschlossen wurden, welches vom Kaiser vorgegeben wurde. Diese Formel war in voller Übereinstimmung mit dem Glaubensbekenntnis der Armenier, aber überging völlig die Beschlüsse des (griechischen) Konzils von Chalcedon. Die Versöhnung wurde durch eine Messe besiegelt, in der die Griechen den Katholikos in ihre orthodoxe Gemeinschaft aufnahmen (632).
Als Rivale von Waras-Tiroz verleumdete Mschesch Gnunin diesen beim persischen Kommandanten von Aserbaidschan, Rôstahm, und forderte, ihm den Titel Marzban wieder abzunehmen, unter det Drohung, den Krieg zwischen Byzanz und Persien neu zu entfachen. Gleichzeitig entsandte er seinen Bruder Garikhpet (Waras-Gnel), um Waras-Tiroz festzunehmen, aber dieser floh nach Byzanz, wo Herakleios die Verleumdung aufdeckte und ihn mit dem Titel eines Patrikios belehnte. Da er später in ein Komplott gegen den Kaiser verwickelt wurde, wurde Waras-Tiroz 635 ins Exil geschickt. Mschesch Gnunin setzte einen anderen Nacharar fest, der in die Verschwörung verwickelt war: David Saharuni. Er sandte ihn nach Byzanz, wo dieser jedoch seine Fesseln loswerden konnte, nach Armenien zurückkehrte und Mschesch Gnunin mit Hilfe von dessen eigenen Leuten angriff und tötete zusammen mit Waras-Gnel.